# Vlnovník rajský
Vlnovník rajský (Aculops lycopersici) je druh roztoče z čeledi vlnovníkovití (Eriophyidae).

## EPPO kód
VASALY

## Zeměpisné rozšíření
Prvně jej popsal v roce 1937 v Austrálii A. M. Massee, ale nyní je běžně rozšířen po celém světě. V Evropě byl roztoč poprvé objeven ve Španělsku v roce 1941. Následně se rozšířil po celé Evropě a poprvé byl nalezen na rostlinách rajčat v Bavorsku v roce 1991.

## Popis

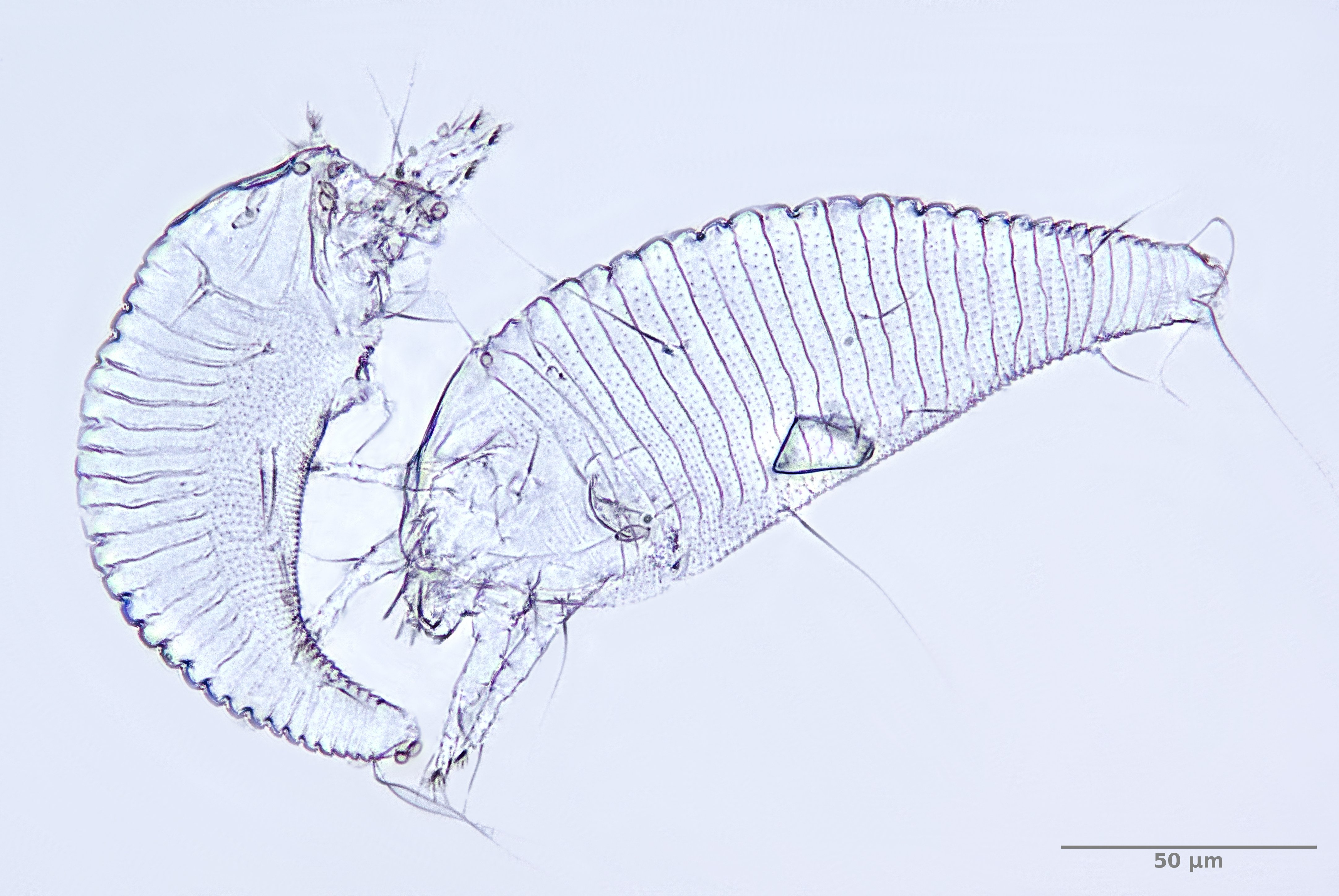
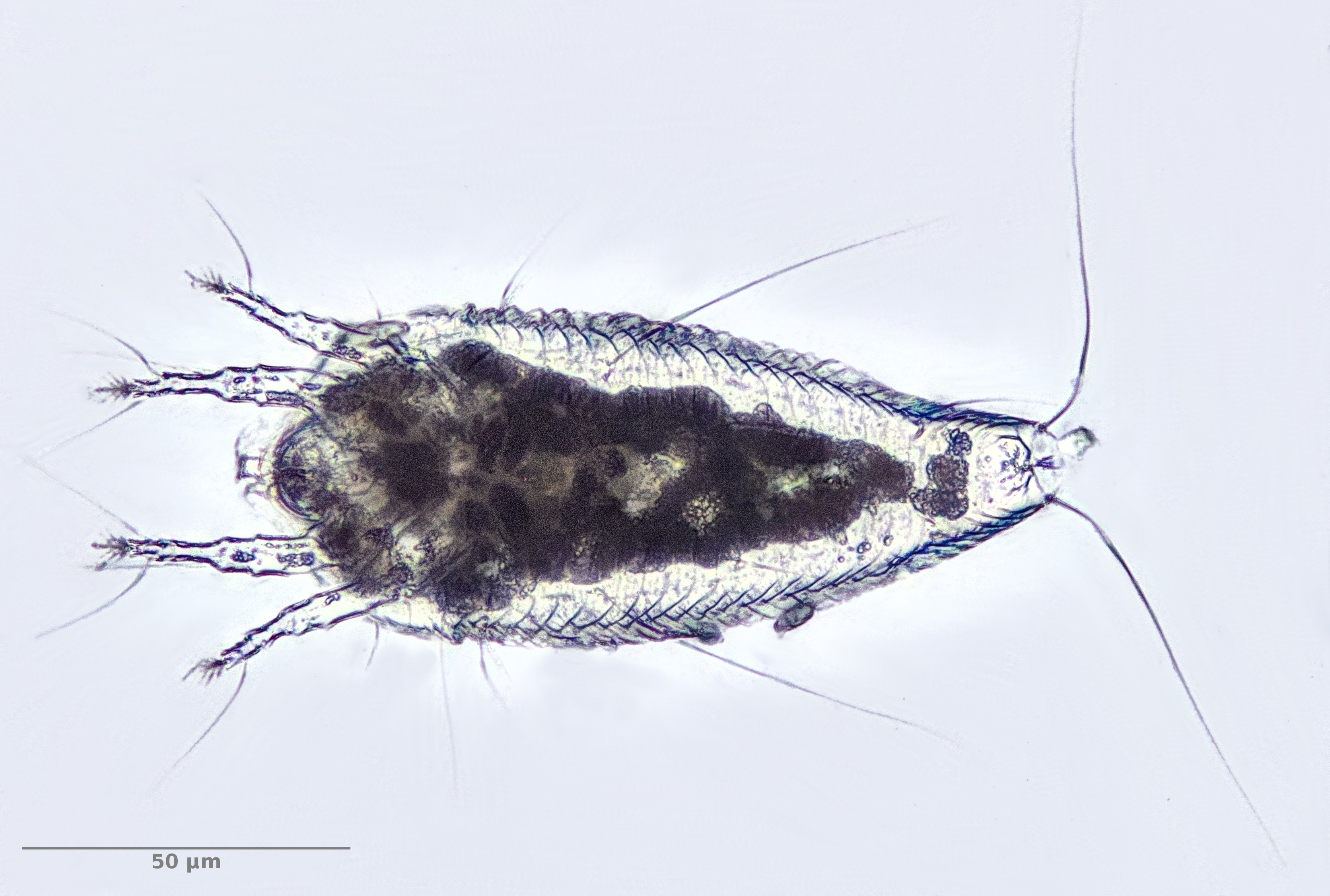
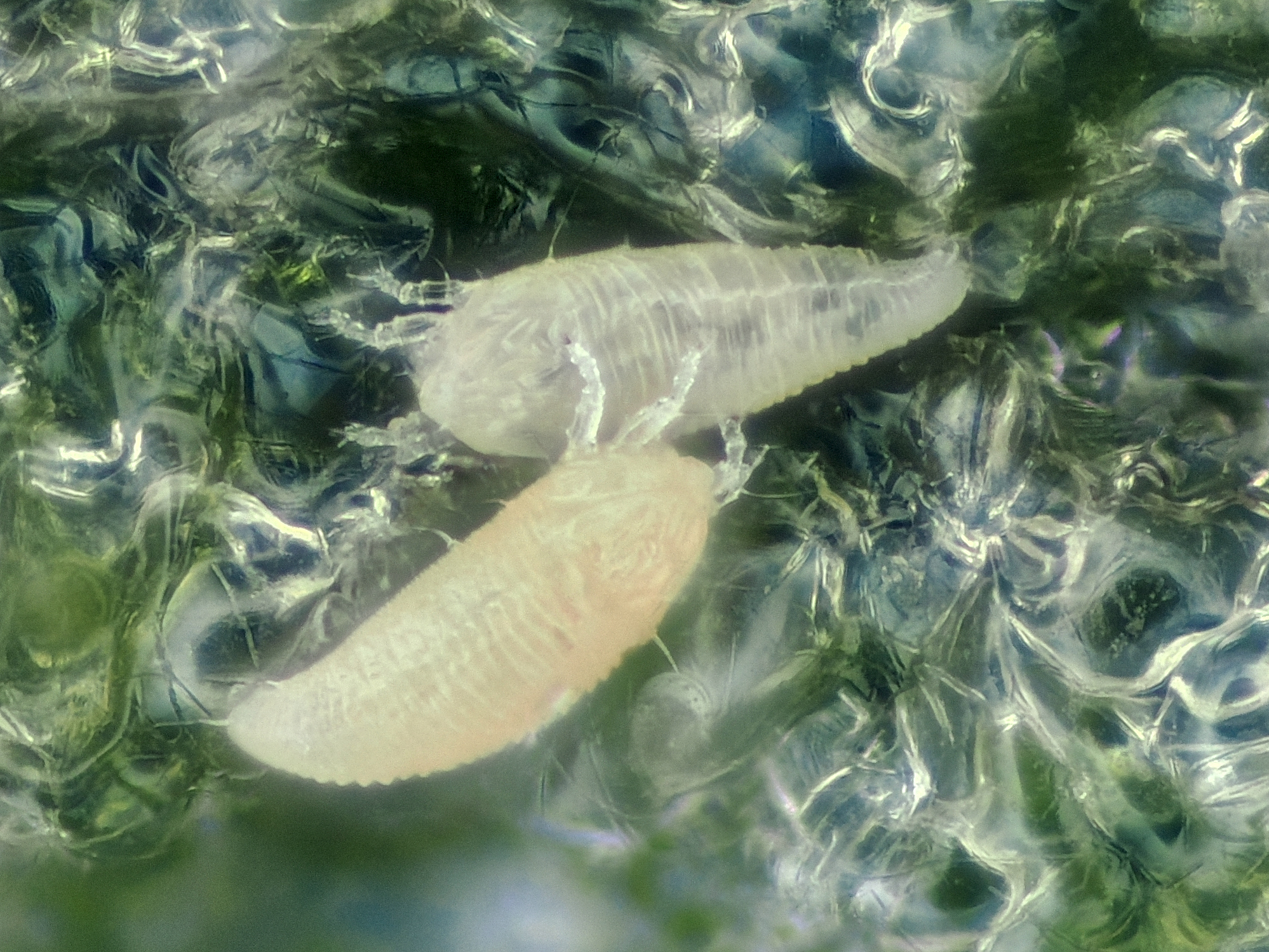
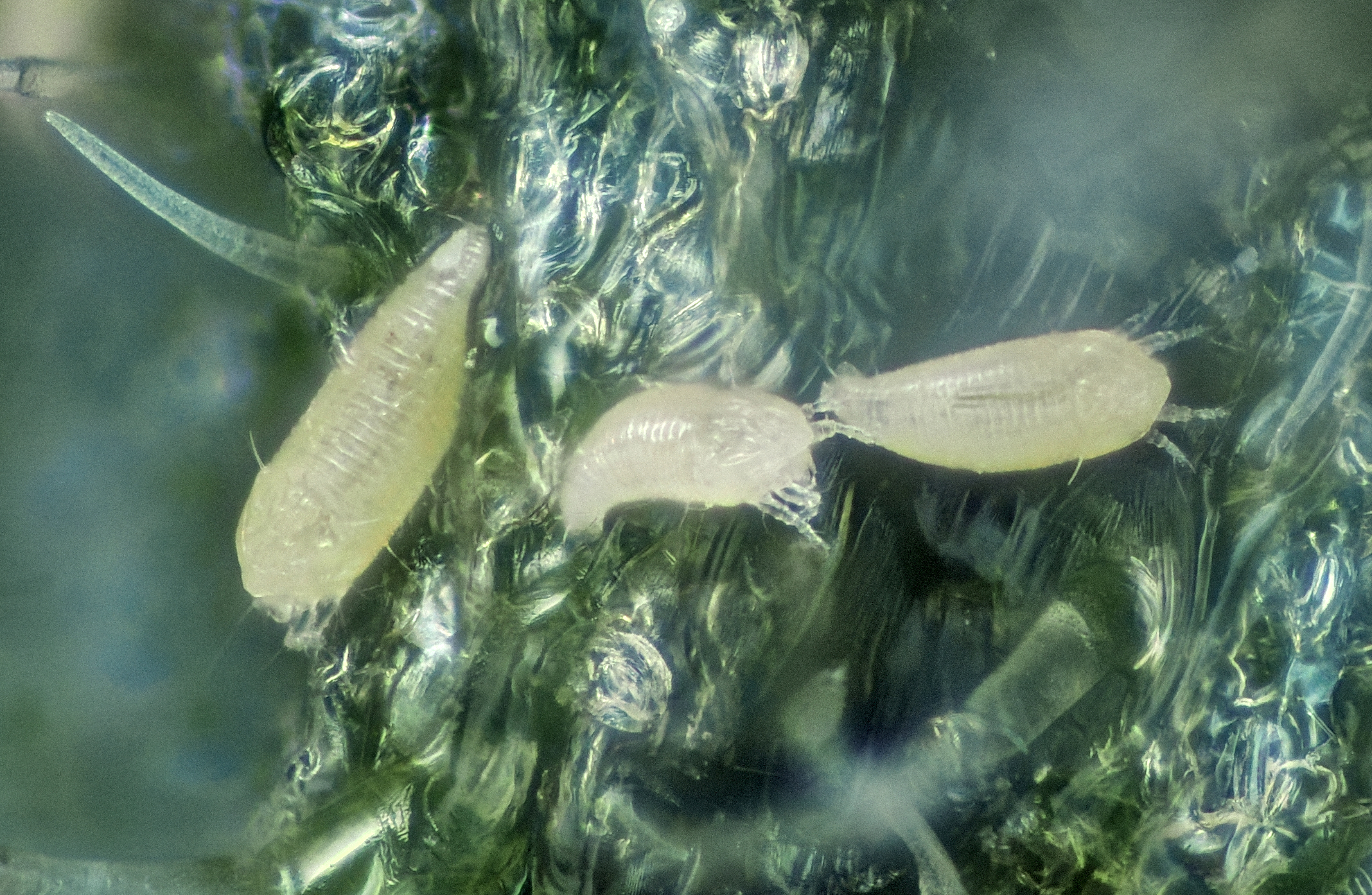

Vlnovník rajský je přibližně 50 μm široký a 175 μm dlouhý. Je podlouhlý a bělavě až žlutě zbarvený. Na rozdíl od jiných druhů roztočů má pouze dva páry nohou. Samičky kladou 20 až 60 vajíček. Vyvíjejí se od stádia vajíčka přes dvě stádia nymfy až po dospělce a jejich vývoj trvá pět až sedm dní. Přezimování probíhá v „zimní formě“, která je nezávislá na potravě. Na konci zimní přestávky roztoči vyhledávají hostitelské rostliny a kladou na ně vajíčka.

## Hostitel a příznaky
Příznaky napadení rajčat jsou hnědě zbarvené výhonky a řapíky listů, zažloutlé a zaschlé listy a také korkovatění a později praskání slupky mladých plodů. Kromě rajčat napadá brambory, petúnie, mochyně, tabák a papriky.

## Význam
Vlnovník rajský je významným škůdcem rajčat. Jeho genom byl sekvenován a má pouze 32,5 Mb.